# Henry Briggs

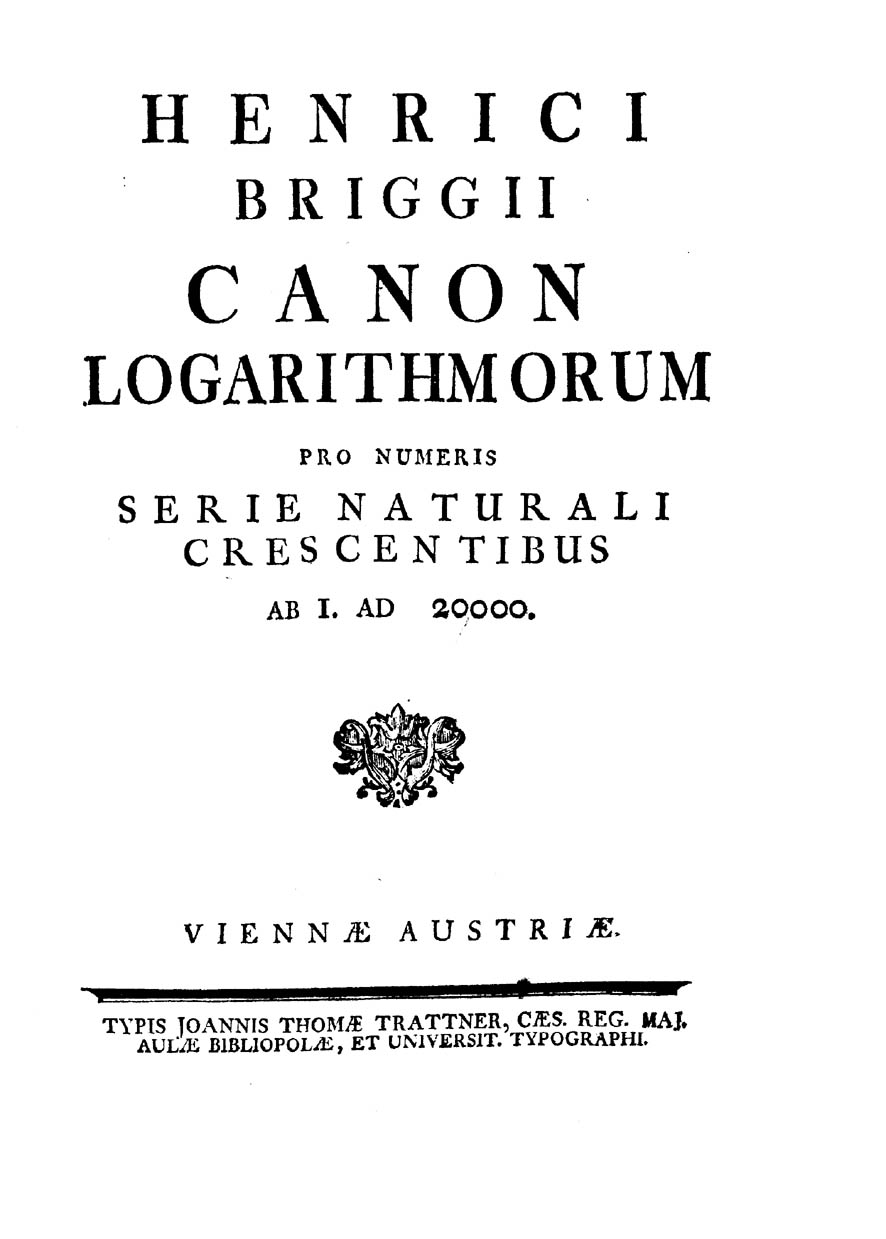
Canon logarithmorum

Henry Briggs (ur. luty 1561, zm. 26 stycznia 1630 w Oksfordzie) – angielski matematyk i astronom.

## Życiorys
Ukończył St John’s College na Uniwersytecie Cambridge . W latach 1596–1620 profesor geometrii w Gesham College w Londynie, a w latach 1619-1630 - profesor matematyki i astronomii na uniwersytecie w Oxfordzie. W 1614 wprowadził logarytmy dziesiętne. Autor wielocyfrowych tablic logarytmów i funkcji trygonometrycznych, a także tablic astronomicznych.